# Philip J. Currie

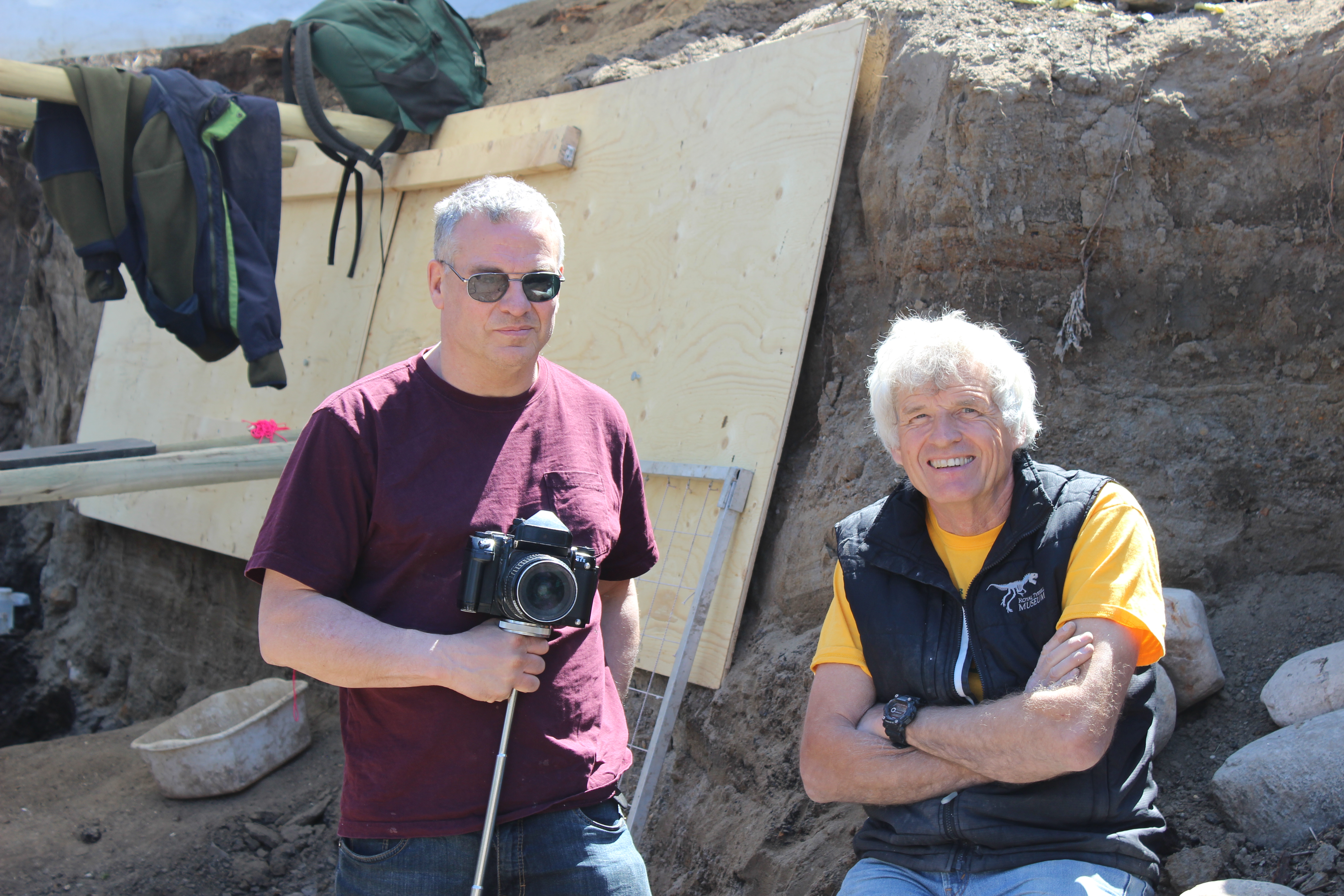
Philip Currie (rechts) gemeinsam mit Jason Woodhead bei einer Ausgrabung in Edmonton 2014

Philip John Currie, genannt Phil, (* 13. März 1949 in Brampton, Ontario) ist ein kanadischer Wirbeltier-Paläontologe mit Forschungsschwerpunkt auf den Dinosauriern. Er ist Professor an der University of Alberta in Edmonton.

## Leben
Currie studierte an der University of Toronto (Bachelor-Abschluss 1972 in Zoologie) und der McGill University, wo er 1975 seinen Master-Abschluss machte und 1981 in Paläontologie über Synapsiden und frühe Diapsiden bei Robert Lynn Carroll promoviert wurde. Er wurde 1976 Kurator am Provinzmuseum von Alberta in Edmonton (dem späteren Royal Alberta Museum). Als Mitgründer des Royal Tyrrell Museum of Palaeontology war er Kurator für Dinosaurier.
In den 1980er Jahren war er mit Dale Russell und Dong Zhiming Leiter eines kanadisch-chinesischen Gemeinschaftsprojekts zu Ausgrabungen in der Mongolei. Dabei fanden sie auch Dinosaurier mit deutlichen Federmerkmalen (Protarchaeopteryx, Caudipteryx), was eine von Curries bevorzugten Hypothesen zur Abstammung der Vögel von den Dinosauriern untermauerte und ihm in weiteren Kreisen Bekanntheit verschaffte. Des Weiteren forscht er an der Rekonstruktion von Herdenbildung und Wanderungsverhalten von Dinosauriern.
Neben Grabungen wie im Dinosaur Provincial Park in der kanadischen Provinz Alberta mit Fossilien aus der Kreidezeit betrieb er auch Feldforschung unter anderem in der Mongolei und Argentinien.
Currie ist mit der Paläobotanikerin Eva Koppelhus verheiratet, mit der er auch mehrere Bücher schrieb, und hat drei Kinder aus erster Ehe. Er schrieb mehrere populärwissenschaftliche Bücher und trat in mehreren Fernsehdokumentarfilmen zu Dinosauriern auf.
1999 wurde er in die Royal Society of Canada aufgenommen. 2010 erhielt er den Alberta Order of Excellence.
Er war von 2010 bis 2012 Präsident der Society of Vertebrate Paleontology, die ihm 2017 die Romer-Simpson-Medaille verlieh.
Die Dinosaurierart Philovenator curriei wurde ihm zu Ehren benannt.

## Schriften
- mit Kevin Padian (Hrsg.): Encyclopedia of Dinosaurs, Academic Press 1997
- mit Kenneth Carpenter (Hrsg.): Dinosaur Systematics: Approaches and Perspectives, Cambridge University Press 1990
- The flying dinosaurs, Red Deer College Press 1991
- mit Wayne Grady: The Dinosaur Project: The Story of the Greatest Dinosaur Expedition Ever Mounted. 1993
- mit Eva Koppelhus: Dinosaur Provincial Park: a spectacular ancient ecosystem revealed. Band 1, Indiana University Press 2005
- mit E. Koppelhus, M. J. Orsen, M. Norell, T. P. Hopp, R. Bakker u. a.: Feathered Dragons: Studies on the Transition from Dinosaurs to Birds, Indiana University Press 2004
- Basal Tetanurae (mit Thomas R. Holtz, Ralph E. Molnar), Ornithomimosauria (mit Peter Makovicky, Yoshitsugu Kobayashi), Oviraptosauria (mit Halszka Osmolska, Rinchen Barsbold), in Weishampel, Osmolska, Dodson The Dinosauria, University of California Press, 2. Auflage 2004